# Oberschule
Oberschule ist eine Sammelbezeichnung für weiterführende Schulen oder solche der Höheren Bildung. Dieses Wort bezeichnet heute eine Vielzahl höchst unterschiedlicher spezieller Schulformen.

## Deutschland
- Die Deutsche Oberschule wurde durch die Richertsche Gymnasialreform 1924/1925 in Preußen als vierte Gymnasialform eingeführt.
- Zur Zeit des Nationalsozialismus wurden 1937–1945 „Oberrealschulen“ und „Realgymnasien“ reichseinheitlich in „Oberschulen“ umbenannt und waren, wie andere Gymnasien auch, zum Abitur führende höhere Lehranstalten.
- In Westdeutschland wurde „Oberschule“ nach 1945 bis in die 1970er Jahre hinein als allgemeine Bezeichnung für das Gymnasium verwandt, ähnlich wie die Realschule umgangssprachlich auch „Mittelschule“ genannt wurde.
- In der DDR hieß bis 1959 jede zum Abitur führende höhere Lehranstalt „Oberschule“, ab 1959 „Erweiterte Oberschule“ (EOS). Als „Polytechnische Oberschule“ (POS) wurde seitdem die zehnklassige Einheitsschule bezeichnet.
- In Deutschland nach 1987 wird der Ausdruck „Oberschule“ länderspezifisch für unterschiedliche Schulformen verwendet:
  - Oberschule (Baden-Württemberg) – eine Einrichtung des zweiten Bildungsweges
  - Berufliche Oberschule Bayern (BOB) – seit 2008
  - Oberschule (Berlin) – heute eine zusammenfassende Bezeichnung für Sekundarschulen und Gymnasien, früher auch oft in individuellen Schulnamen enthalten
  - Oberschule (Brandenburg) – seit 2005 wie eine Regionale Schule für die Klassenstufen 7 bis 10
  - Oberschule (Bremen) – seit 2010 alle Sekundarschulen, die nicht als Gymnasien bezeichnet werden
  - Oberschule (Niedersachsen) – seit 2011 Zusammenfassung von Haupt- und Realschulen, teilweise mit einem Gymnasialzweig bis Klasse 10
  - Oberschule (Sachsen) – Zum Schuljahreswechsel 2013 wurde in Sachsen die Mittelschule zur Oberschule weiterentwickelt.

## Österreich
In Österreich sind die Oberschulen die Allgemeinbildende Höhere Schule (AHS) – meist Gymnasien – und die Berufsbildende Höhere Schule (BHS), sowie etliche Sonderformen.

## Liechtenstein, Schweiz
In Liechtenstein und im Schweizer Kanton Glarus ist die Oberschule eine Abteilung der drei- bzw. vierstufigen Sekundarstufe I für Jugendliche mit schulischen Grundansprüchen. Sie dauert vier Jahre, erweitert den Unterrichtsstoff der Primarschule und bereitet auf Berufslehren vor. In Liechtenstein wird sie von etwa einem Viertel der Sekundarschülerinnen und Schüler besucht.
Siehe auch Bildungssystem in Liechtenstein und Abschnitt Sekundarstufe I im Artikel Bildungssystem in der Schweiz.

## Südtirol
In Südtirol wird Oberschule als Sammelbezeichnung für folgende zwei Schultypen der Schuljahre 9–13 verwendet:
- Gymnasium (italienisch liceo)
- Fachoberschule, unterteilt in Technologische Fachoberschule (TFO) und Wirtschaftsfachoberschule (WFO)

## Japan
In Japan umfasst die Oberschule die Jahrgänge 10 bis 12 und schließt unmittelbar an die dreijährige Mittelschule an.